# Hypoxestus levis
Hypoxestus levis is een hooiwagen uit de familie Assamiidae.